# 금요 나이트 시어터
금요 나이트 시어터(일본어: 金曜ナイト劇場 きんようナイトシアター[*])는 TBS 텔레비전 계열에서 매주 월 - 금요일의 드라마이다.

## 작품 소개
- 《표류 넷카페》
- 《제왕》
- 《심야식당》
- 《신센구미 PEACE MAKER》